# Felisberto Hernández
Felisberto Hernández född 20 oktober 1902 i Montevideo, död 13 januari 1963, var en uruguayansk författare.
Hérnandez studerade till pianist och gav konserter samt spelade till stumfilmer. Senare var han tjänsteman.